# Théophane continué
Théophane continué (en grec Θεοφάνους συνεχισταὶ)  ou Scriptores post Theophanem (Οἱ μετὰ Θεοφάνην, "Ceux d’après Théophane") est le titre abrégé que l’on donne à une série de chroniques préservées dans un manuscrit du XIe siècle, le Vat. Gr. 167. Elle est ainsi appelée parce que l’œuvre se présente comme la continuation pour les années 813-961 de la chronique de Théophane le Confesseur qui couvrait la période 285 à 813. Le manuscrit consiste en quatre ouvrages très différents par le style et la forme et fort éloignés de l’approche adoptée par Théophane le Confesseur.

## Contexte historique

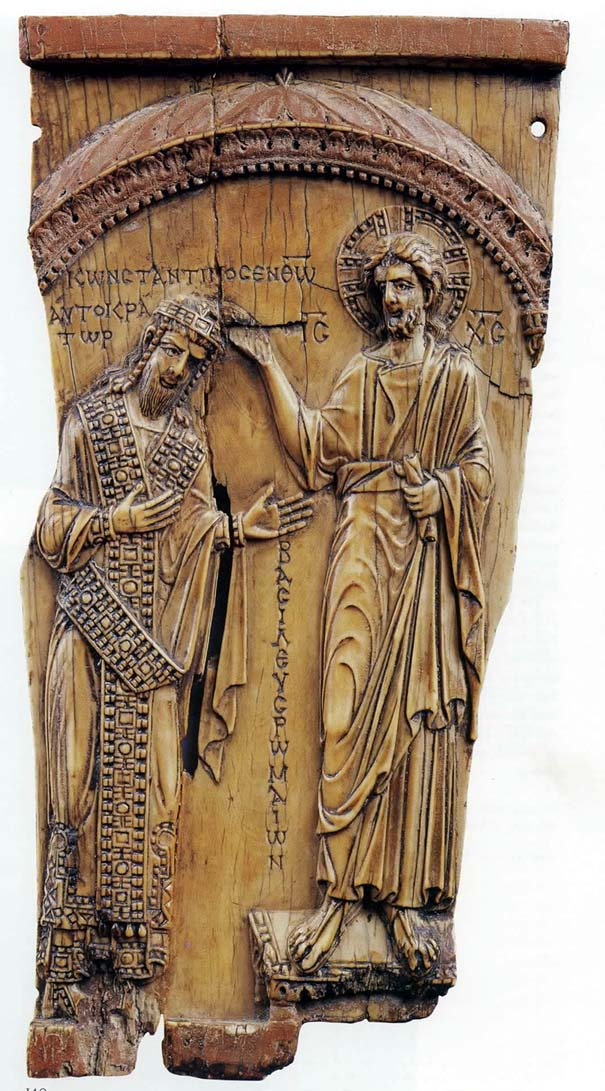
Le Christ couronnant Constantin VII (Ivoire, 945, musée Pouchkine).

Né en 905 et devenu empereur à la mort de son père, Léon VI, en 912, Constantin VII (r. 913 – 959) passa de longues années dans l’ombre d’abord d’un conseil de régence dirigé par l’impératrice Zoé (912 – 920), puis de son beau-père, Romain Ier Lécapène, lequel après s’être déclaré coempereur en 920 et avoir marié Constantin à sa fille, maintiendra son beau-fils à l’arrière-plan, faisant proclamer en 921 son propre fils, Christophe, comme deuxième coempereur. Ce n’est finalement qu’en 944 à l’âge de trente-neuf ans, qu'à la suite d'un coup d’État manqué ourdi par les deux fils survivant de Romain Lécapène, il prendra effectivement le pouvoir. 
De tempérament intellectuel, épris d’histoire, Constantin passa ses années d’inactivité à écumer les bibliothèques, colligeant tout ce qu’il pouvait trouver sur l’histoire, l’administration et le cérémonial adopté par les empereurs précédents. 
Peu après être devenu seul empereur, il fera compiler les « Excerpta » ou « Extraits historiques » vaste encyclopédie comprenant cinquante-trois anthologies classées non suivant l’ordre chronologique, mais selon des sujets thématiques « permettant de regrouper tous les grands évènements de l’histoire », comme « Les ambassades des Romains chez les peuples étrangers » (sujet 27 qui nous est parvenu presque en entier). Ces « Extraits historiques » se terminaient avec le IXe siècle. Pour compléter la période de 813 à 886, il commanda la rédaction de « La Vie de Basile Ier (867 – 882) », puis deux ouvrages différents devant couvrir la période 813 - 867.  Le premier dont le titre était "Sur les règnes impériaux" fut rédigé par un auteur anonyme à qui on donne le nom de Genesios, mais ne fut guère apprécié de Constantin VII qui commanda une deuxième version que l'on doit plus que probablement à Théodore Daphnopates; ce sont les quatre livres formant à proprement parler l’œuvre de « Théophane continué ».

## L’œuvre

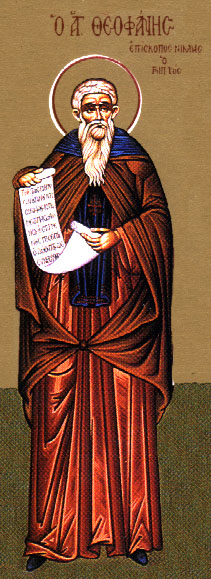
Théophane le Confesseur (759 – 817/818), auteur d’une imposante Chronographie que complète « Théophane continué ».

L’ouvrage parvenu jusqu’à nous dans le manuscrit Vat.gr.167 comporte quatre parties distinctes dont les premières furent commandées par Constantin VII pour présenter la dynastie macédonienne sous un jour favorable. 
- La première partie, en quatre volumes, couvre la période 813 à 867. Quoique la préface, comme celle de la  « Vie de Basile », présente Constantin VII comme celui qui a réuni les matériaux permettant la rédaction du texte, l’auteur anonyme s’y présente comme le continuateur de la chronologie de Théophane le Confesseur (759 – 817/818). Écrivant au XIe siècle, Jean Skylitzès semble tenir pour acquis que sous ce pseudonyme on devait reconnaitre Théodore Daphnopatès, responsable de la correspondance impériale sous Romain Ier, mais déchargé de ses fonctions par Constantin VII, probablement pour se consacrer à la rédaction de la « Vie de Basile », puis des quatre premiers livres de Théophane continué[7],[N 3].

Les quatre livres couvrent respectivement les règnes de Léon V (r. 813 – 820) (livre I), Michel II (r. 820 – 829) (livre 2), Théophile (r. 829 – 842) (livre 3) et Michel III (r. 842 -  867), (livre 4). Les références croisées que l’on y trouve à la « Vie de Basile » indiquent que ce dernier livre était déjà écrit lorsque ceux-ci furent rédigés. L’œuvre est manifestement écrite pour glorifier la dynastie macédonienne : autant l’auteur avoue son admiration à l’endroit de Basile Ier, fondateur de la dynastie, autant il est critique à l’endroit de ses prédécesseurs, le débauché Michel III et les empereurs iconoclastes Théophile, Michel II et Léon V. 
Manifestement les quatre premiers livres et la « Vie de Basile » étaient considérés comme devant être lus de concert, ce qui a conduit certains commentateurs modernes à donner le titre de « livre 5 » à la « Vie de Basile ».
- La deuxième partie couvre les années 867-886 et a pour titre « Vita Basilii ». Tout comme les quatre premiers volumes, la préface est  écrite à la première personne du singulier et semble attribuer la paternité de l’œuvre à Constantin VII. Le titre complet toutefois indique que si l’empereur avait rassemblé le matériel, il laissa à « un auteur » non spécifié la tâche d’en rédiger le contenu[N 4]. Cette même préface fait savoir au lecteur que Constantin avait d’abord pour projet d’écrire une histoire de l’empire depuis la fondation de Constantinople, mais que n’ayant pu trouver suffisamment de matériel et ne disposant pas de suffisamment de temps, il se limita au fondateur de sa dynastie, Basile, afin que sa vie serve d’exemple à ses descendants[10]. Tout indique que le rédacteur était le même Théodore Daphnopates qui écrivit aussi le règne des empereurs ayant précédé Basile[11]. L’ouvrage se divise en six sections : la jeunesse de Basile et les signes de sa gloire future; sa montée vers le pouvoir; son accession au trône et ses guerres à l’Est; ses guerres à l’Ouest; les mesures qu’il prit à l’intérieur et les constructions qu’il fit; ses dernières années et sa mort[12]. Le tout montre Basile comme un homme prédestiné, courageux et fin stratège à la guerre, pieux et charitable à l’endroit de son peuple. L’œuvre se termine sur une citation d’Homère : « Il fut à la fois un noble roi et un vaillant chevalier » (Iliade III, 179).

- La troisième section couvre les années 886 – 948 et par conséquent les règnes des empereurs Léon VI, Alexandre, Constantin VII et Romain Ier Lécapène jusqu’à sa mort en 948. Elle suit de près tant par sa forme que par son contenu la "Chronique" de Syméon le Logothète ou, si cette dernière a été écrite plus tardivement, en consultant les mêmes sources aujourd’hui disparues[13]. Écrite probablement une vingtaine d’années après la mort de Constantin VII et de Romain Ier, cette section est plus neutre, ne cherchant ni à louanger la dynastie macédonienne (l'auteur n’hésite pas à transmettre certaines informations entachant la réputation de la dynastie macédonienne comme le fait que Léon VI était le fils de Michel III et non de Basile Ier), ni à détruire  Romain Ier pour lequel l’auteur est plutôt louangeur[14].

- La quatrième section va de 948 à 961 et couvre par conséquent les règnes de Romain II (r. 959 – 963) et Nicéphore II (r. 963 – 969); on l’attribue également à Théodore Daphnopates que Romain II avait promu en 959 logothète de l’armée (ministre responsable de la paye des militaires), puis, vers 961 préfet de la ville de Constantinople, charge qu’il exerça pendant environ une année avant de se retirer. Avec un préjugé favorable à l’aristocratie, l’auteur censure la politique agraire de Romain Ier, mais loue hautement la générosité de Constantin VII. Il tient en haute estime la famille des Phokas, Jean Kourkouas et Joseph Bringas. Elle fut probablement écrite avant 963, car l’auteur semble ignorer le conflit qui opposa ce dernier à Nicéphore II[1].

### Sources primaires
- (fr) Constantin VII Porphyrogénète. (bilingue) , traduction Marc Szwajcer. Site de Philippe Remacle & alii. L'antiquité grecque et latine du Moyen Âge. [en ligne] http://remacle.org/bloodwolf/historiens/constantin/table.htm [archive].

- (en) Chronographiae Quae Theophanis Continuati Nomine Fertur Liber Quo Vita Basilii Imperatoris Amplectitur, edited & translated into English by I. Ševčenko (CFHB 42, Berlin, 2011). Life of Basil I, Greek and English on facing pages.

- (en) Chronographiae Quae Theophanis Continuati Nomine Fertur Libri I-IV : recensuerunt anglice verterunt indicibus instruxerunt Michael Featherstone et Juan Signes-Codoñer, nuper repertis schedis Caroli de Boor adiuvantibus (CFHB 53, Berlin, 2015.) Books I-IV, Greek and English on facing pages; commentary and notes in English and Latin.

- (en) Theophanes Confessor. The Chronicle of Theophanes Confessor. Byzantine and Near Eastern history AD 284–813, Cyril Mango & Roger Scott (traduction et commentaires) Oxford, 1997.

- (la) Theophanes continuatus, Joannes Cameniata, Symeon Magister, Georgius Monachus... ex recognitione Immanuelis Bekkeri, Bonn, 1838 (= Corpus scriptorum historiae byzantinae)- (contient la chronique de S. M., texte grec et trad. latine).

### Sources secondaires
- (en) Kazhdan, A. A History of Byzantine Literature, II. 850-1000. Athens, C. Andelidi, 2006.

- (en) Kazhdan, A. (ed.) The Oxford Dictionary of Byzantium. Oxford, Oxford University Press, 1991.  (ISBN 978-0-19-504652-6).

- (en) Kazhdan, A.A. “The Question of the author of the Continuation of Theophanes”. Compte-rendu du deuxième congrès international des études byzantines, (1929) pp. 35-45.

- (fr) Ostrogorsky, Georges. Histoire de l’État byzantin, Paris, Payot, 1983 (1re éd. 1956)  (ISBN 2-228-07061-0).

- (en) Ševčenko, Ihor. “The Title and Preface to Theophanes Continuatus” (dans) Bollettino della Badia Greca di Grottaferrata, n.s., 52, 1998, pp. 77 – 93.

- (en) Stephenson, Paul. Theophanes Continuus. 2012 [1998]. [en ligne] http://www.paulstephenson.info/trans/theocont.html.

- (en) Stephenson, Paul. Theodore Daphnopates. 2012 [2004]. [en ligne] http://www.paulstephenson.info/trans/daphnopates.html.

- (en) Stephenson, Paul. Symeon the Logothete. 2012 [1998]. [en ligne] http://www.paulstephenson.info/trans/logothete.html.

- (en) Vassiliev, A.A. History of the Byzantine Empire, vol. 1. Madison, The University of Wisconsin Press, 1952.  (ISBN 978-0-299-80926-3).

- (en) Treadgold, Warren. The Middle Byzantine Historians. New York and Basingstoke, Palgrave MacMillan, 2013.  (ISBN 978-1-137-28085-5).

- (fr) Yannopoulos, P. "Les vicissitudes historiques de la Chronique de Théophane." Byzantion 70 (2000). pp. 527–53.